# موشک الحسین
الحسین موشک بالستیکی است که عراق در اواخر جنگ با ایران با اصلاح موشک اسکاد تولید می‌کرد.
موشک‌های الحسین که از سال ۱۹۸۷ تا ۱۹۹۱ تولید می‌شدند در حدود ۶۴۴ کیلومتر برد داشتند که بیشتر از برد ۳۰۰ کیلومتری اسکاد-بی بود. اما این افزایش برد به قیمت کوچک شدن کلاهک جنگی، کاهش قابل توجه دقت و همین‌طور بزرگتر و سنگینتر شدن موشک به دست آمده بود.
وزن موشک‌های الحسین ۶۴۰۰ کیلوگرم است. همچنین ضریب خطای الحسین حدود ۱ کیلومتر بود درحالی‌که اسکاد-بی ۴۵۰ متر ضریب خطا داشت. این موشک ساخته شده بود تا شهرهای عمقی ایران مانند تهران را هدف قرار دهد.
عمده استفاده این موشک در برهه ای از جنگ عراق بعثی و ایران که به جنگ شهر ها معروف است بود. 
اولین فروند این موشک در ۱۳۶۶/۱۲/۱۰ تهران را هدف قرار داد. این موشک به دلیل طراحی غیراصولی دقت بسیار پایینی داشت و به دلیل داشتن سر جنگی ضعیف (۲۸۰ کیلوگرم) تخریب کمی داشت. این موشک در برهه‌ای از جنگ شهرها، در اسفند ۶۶ و فروردین ۶۷ به شدت مورد استفاده قرار گرفت. در این بازه زمانی ١٨٢ فروند موشک شلیک شد که فقط ۱۳۰ فروند آن به هدف خورد.
ایران در جواب ۵۱ فروند موشک اسکاد بی شلیک کرد که همه به هدف خورد. در مجموع موشک‌های ایرانی با داشتن دقت دوبرابر و سر جنگی سه‌برابر برتری ایران را به همراه داشت و عراق مجبور به اتمام موقت جنگ شهرها شد.
الحسین نیز مثل دیگر موشک‌های بالستیک تاکتیکی دوران جنگ سرد از سوخت مایعی شامل ترکیبی از ۷۸درصد نفت سفید و ۲۲درصد نوعی اکسیدایزر اسید نیتریک استفاده می‌کرد. در مجموع ۴۵۰۰ کیلوگرم از این سوخت در موشک حمل می‌شد. شلیک این موشک نیز از روی خودروهای پرتابگر و بالابر موشک و همین‌طور سیلوهای زیرزمینی صورت می‌گرفت.
در مجموع نمی‌توان این موشک را موشک موفقی دانست. این موشک توسط حزب بعث عراق به عنوان برگ برنده آن ها در جنگ شهر ها ساخته شده بود اما نتوانست این هدف را محقق کند.